# Шевченківська сільська рада (Скадовський район)
Шевче́нківська сільська́ ра́да — адміністративно-територіальна одиниця та орган місцевого самоврядування у Скадовському районі Херсонської області. Адміністративний центр — село Шевченко.

## Загальні відомості
Шевченківська сільська рада утворена в 1991 році.
- Територія ради: 4,811 км²
- Населення ради: 1 338 осіб (станом на 2001 рік)

## Населені пункти
Сільській раді підпорядковані населені пункти:
- с. Шевченко
- с. Мала Андронівка
- с. Петрівка

## Склад ради
Рада складається з 18 депутатів та голови.
- Голова ради:Кручиненко Сергій Миколайович
- Секретар ради: Тодорчук Ольга Вікторівна

### Керівний склад попередніх скликань
|                               | Основні відомості                                   | Дата обрання | Дата звільнення |
| ----------------------------- | --------------------------------------------------- | ------------ | --------------- |
| Кручиненко Сергій Миколайович | Сільський голова, 1958 року народження, освіта вища | 09.11.2015   |                 |

Примітка: таблиця складена за даними сайту Верховної Ради України

### Депутати
За результатами місцевих виборів 2010 року депутатами ради стали:

#### За суб'єктами висування
| Суб'єкт висування         | Кількість обраних депутатів | %    |
| ------------------------- | --------------------------- | ---- |
| Партія регіонів           | 11                          | 61,1 |
| Самовисування             | 6                           | 33,3 |
| Народна Екологічна партія | 1                           | 5,6  |

#### За округами
| № округу                  | Прізвище, ім'я, по батькові    | Дата визнання обраним | Освіта             | Партійна приналежність                        | Відомості про обраного депутата                           |
| ------------------------- | ------------------------------ | --------------------- | ------------------ | --------------------------------------------- | --------------------------------------------------------- |
| Народна Екологічна партія |                                |                       |                    |                                               |                                                           |
| 8                         | Федорова Олена Вікторівна      | 01.11.2010            | вища               | член Народної Екологічної партії              | с. Шевченко, продавець                                    |
| Партія регіонів           |                                |                       |                    |                                               |                                                           |
| 1                         | Тодорчук Тетяна Іванівна       | 01.11.2010            | вища               | позапартійна                                  | Шевченківська сільська рада, спеціаліст                   |
| 2                         | Мороз Ірина Анатоліївна        | 01.11.2010            | середня            | позапартійна                                  | Фельдшерсько акушерський пункт с. Шевченко, фельдшер      |
| 3                         | Тодорчук Ольга Вікторівна      | 01.11.2010            | вища               | позапартійна                                  | Шевченківська сільська рада, спеціаліст                   |
| 6                         | Меркотан Микола Миколайович    | 01.11.2010            | середня            | позапартійний                                 | Водне господарство, машиніт насосної станції              |
| 9                         | Онищук Ніла Іванівна           | 01.11.2010            | середня            | позапартійна                                  | Шевченківська сільська рада, соціальний працівник         |
| 10                        | Баранюк Світлана Тодорівна     | 01.11.2010            | середня            | позапартійна                                  | Шевченківська сільська рада будинок культури, завідувачка |
| 11                        | Наталуха Яків Петрович         | 01.11.2010            | вища               | позапартійний                                 | Фермерське господарство, фермер                           |
| 12                        | Таран Людмила Петрівна         | 01.11.2010            | середня            | член Партії регіонів                          | Фельдшерсько акушерський пункт с. Шевченко, медсестра     |
| 13                        | Гришко Наталія Миколаївна      | 01.11.2010            | вища               | позапартійна                                  | тимчасово не працює                                       |
| 15                        | Токайчук Наталія Федорівна     | 01.11.2010            | середня            | позапартійна                                  | тимчасово не працює                                       |
| 18                        | Кузнецова Зоя Степанівна       | 01.11.2010            | середня            | позапартійна                                  | Шевченківська сільська рада, секретар                     |
| Самовисування             |                                |                       |                    |                                               |                                                           |
| 4                         | Смиковська Галина Іванівна     | 01.11.2010            | вища               | позапартійна                                  | пенсіонер                                                 |
| 5                         | Дудченко Вікторія Вікторівна   | 01.11.2010            | середня            | позапартійна                                  | Фермерське господарство Михайлово, бухгалтер              |
| 7                         | Васькевич Марія Володимирівна  | 26.12.2010            | середня спеціальна | член Всеукраїнського об'єднання «Батьківщина» | Шевченківська загальноосвітня школа, секретар             |
| 14                        | Бєлоус Ігор Володимирович      | 01.11.2010            | середня            | позапартійний                                 | тимчасово не працює                                       |
| 16                        | Бабенко Анатолій Володимирович | 01.11.2010            | середня            | позапартійний                                 | тимчасово не працює                                       |
| 17                        | Богданов Анатолій Вікторович   | 01.11.2010            | вища               | позапартійний                                 | тимчасово не працює                                       |

## Населення
За переписом населення України 2001 року в селі мешкало 1335 осіб.

### Мова
Розподіл населення за рідною мовою за даними перепису 2001 року:
| Мова       | Відсоток |
| ---------- | -------- |
| українська | 91,03 %  |
| російська  | 5,46 %   |
| вірменська | 1,87 %   |
| білоруська | 0,15 %   |
| молдовська | 0,15 %   |
| інші       | 1,34 %   |